# Ганс-Герт Маргольц
Ганс-Герт Маргольц (нім. Hans-Gert Mahrholz; 10 жовтня 1918, Кіль — 13 лютого 2012, Любек) — німецький офіцер-підводник, оберлейтенант-цур-зее крігсмаріне, фрегаттен-капітан бундесмаріне. Кавалер Німецького хреста в золоті.

## Біографія
1 жовтня 1938 року вступив на флот. З 19 листопада 1941 року — 1-й вахтовий офіцер на підводному човнів U-89. В листопаді-грудні 1942 року пройшов курс командира човна. З 27 січня 1943 по серпень 1944 року — командир U-309, на якому здійснив 5 походів (разом 146 днів у морі). 24 липня 1944 року безповоротно пошкодив британський торговий пароплав Samneva водотоннажністю 7219 тонн, навантажений баластом; всі 70 членів екіпажу вціліли. З жовтня 1944 року — навчальний керівник 1-го навчального радіовимірювального дивізіону. В травні 1945 року взятий в полон. 15 жовтня 1945 року звільнений.

## Звання
- Кандидат в офіцери (1 жовтня 1938)
- Морський кадет (1 липня 1939)
- Фенріх-цур-зее (1 грудня 1939)
- Оберфенріх-цур-зее (1 серпня 1940)
- Лейтенант-цур-зее (1 квітня 1941)
- Оберлейтенант-цур-зее (1 січня 1943)

## Нагороди
- Залізний хрест 2-го і 1-го класу
- Нагрудний знак підводника
- Німецький хрест в золоті (4 серпня 1944)